# Chapel St Leonards
Chapel St Leonards är en ort och civil parish (officiell stavning Chapel St. Leonards) i Storbritannien.   Den ligger i grevskapet Lincolnshire och riksdelen England, i den sydöstra delen av landet, 190 km norr om huvudstaden London. Chapel St Leonards ligger 2 meter över havet och antalet invånare är 3 481.
Terrängen runt Chapel St Leonards är platt. Havet är nära Chapel St Leonards österut.  Närmaste större samhälle är Skegness, 8,2 km söder om Chapel St Leonards. Trakten runt Chapel St Leonards består till största delen av jordbruksmark.